# Carl Malke

Carl Malke

Carl Malke (* 14. Dezember 1874 in Alt-Rehfeld bei Crossen an der Oder; † 1. Januar 1947 im Spreewald) war ein deutscher Politiker.

## Leben und Wirken
Malke wurde als Sohn eines selbständigen Landwirtes geboren. Nach dem Besuch der Dorfschule in den Jahren 1880 bis 1888 wurde Malke zum praktischen Landwirt ausgebildet. Anschließend arbeitete er bis 1895 auf der Landwirtschaft seiner Mutter, bevor er bis 1899 dem Regiment Garde du Corps angehörte. 1900 machte Malke sich als Landwirt in Alt-Rehfeld bei Crossen an der Oder selbständig. Dort gehörte er zwölf Jahre lang der Gemeindevertretung an. Später wurde er zudem Mitglied des Kreistages sowie des Kreisausschusses. Ferner saß Malke im Vorstand der Landeskrankenkasse. Außerdem war er 1. Vorsitzender des Landbundes Crossen an der Oder.
Nach dem Ersten Weltkrieg und der Gründung der Weimarer Republik begann Malke sich verstärkt politisch zu bestätigen. Er schloss sich der Deutschnationalen Volkspartei (DNVP), für die er bei der Reichstagswahl 1920 in den ersten Reichstag der Republik gewählt wurde. Er gehörte dem deutschen Parlament insgesamt knapp vier Jahre lang, bis zur Wahl vom Mai 1924, als Vertreter des Wahlkreises 5 (Frankfurt an der Oder) an. Innerhalb der DNVP wurde Malke dem gouvernementalistischen Flügel zugerechnet.